# Seznam petstotih najboljših albumov vseh časov po reviji Rolling Stone
Leta 2003 je Rolling Stone izdal članke o petstotih najboljših albumih vseh časov.

## Seznam albumov

### 1–100
- 1. Sgt. Pepper's Lonely Hearts Club Band (The Beatles)
- 2. Pet Sounds (The Beach Boys)
- 3. Revolver (The Beatles)
- 4. Highway 61 Revisited (Bob Dylan)
- 5. Rubber Soul (The Beatles)
- 6. What's Going On (Marvin Gaye)
- 7. Exile on Main St. (The Rolling Stones)
- 8. London Calling (The Clash)
- 9. Blonde on Blonde (Bob Dylan)
- 10. The Beatles (The Beatles)
- 11. The Sun Sessions (Elvis Presley)
- 12. Kind of Blue (Miles Davis)
- 13. Velvet Underground and Nico (The Velvet Underground)
- 14. Abbey Road (The Beatles)
- 15. Are You Experienced (The Jimi Hendrix Experience)
- 16. Blood on the Tracks (Bob Dylan)
- 17. Nevermind (Nirvana)
- 18. Born to Run (Bruce Springsteen)
- 19. Astral Weeks (Van Morrison)
- 20. Thriller (Michael Jackson)
- 21. The Great Twenty-Eight (Chuck Berry)
- 22. John Lennon/Plastic Ono Band (John Lennon)
- 23. Innervisions (Stevie Wonder)
- 24. Live at the Apollo (James Brown)
- 25. Rumours (Fleetwood Mac)
- 26. The Joshua Tree (U2)
- 27. King of the Delta Blues Singers (Robert Johnson)
- 28. Who's Next (The Who)
- 29. Led Zeppelin (Led Zeppelin)
- 30. Blue (Joni Mitchell)
- 31. Bringing It All Back Home (Bob Dylan)
- 32. Let It Bleed (The Rolling Stones)
- 33. The Ramones (The Ramones)
- 34. Music From Big Pink (The Band)
- 35. The Rise and Fall of Ziggy Stardust and the Spiders From Mars (David Bowie)
- 36. Tapestry (Carole King)
- 37. Hotel California (Eagles)
- 38. The Anthology, 1947 - 1972 (Muddy Waters)
- 39. Please Please Me (The Beatles)
- 40. Forever Changes (Love)
- 41. Never Mind the Bollocks, Here's the Sex Pistols (Sex Pistols)
- 42. The Doors (The Doors)
- 43. The Dark Side of the Moon (Pink Floyd)
- 44. Horses (Patti Smith)
- 45. The Band (The Band)
- 46. Legend (Bob Marley and the Wailers)
- 47. A Love Supreme (John Coltrane)
- 48. It Takes a Nation of Millions to Hold Us Back (Public Enemy)
- 49. At Fillmore East (The Allman Brothers Band)
- 50. Here's Little Richard (Little Richard)
- 51. Bridge Over Troubled Water (Simon and Garfunkel)
- 52. Greatest Hits (Al Green)
- 53. The Birth of Soul: The Complete Atlantic Rhythm and Blues Recordings (Ray Charles)
- 54. Electric Ladyland (The Jimi Hendrix Experience)
- 55. Elvis Presley (Elvis Presley)
- 56. Songs in the Key of Life (Stevie Wonder)
- 57. Beggars Banquet (The Rolling Stones)
- 58. Trout Mask Replica (Captain Beefheart and His Magic Band)
- 59. Meet The Beatles! (The Beatles)
- 60. Greatest Hits (Sly and the Family Stone)
- 61. Appetite for Destruction (Guns N' Roses)
- 62. Achtung Baby (U2)
- 63. Sticky Fingers (The Rolling Stones)
- 64. Phil Spector, Back to Mono (1958 - 1969) (različni izvajalci)
- 65. Moondance (Van Morrison)
- 66. Led Zeppelin IV (Led Zeppelin)
- 67. The Stranger (Billy Joel)
- 68. Off the Wall (Michael Jackson)
- 69. Superfly (Curtis Mayfield)
- 70. Physical Graffiti (Led Zeppelin)
- 71. After the Gold Rush (Neil Young)
- 72. Purple Rain (Prince)
- 73. Back in Black (AC/DC)
- 74. Otis Blue (Otis Redding)
- 75. Led Zeppelin II (Led Zeppelin)
- 76. Imagine (John Lennon)
- 77. The Clash (The Clash)
- 78. Harvest (Neil Young)
- 79. Star Time (James Brown)
- 80. Odessey and Oracle (The Zombies)
- 81. Graceland (Paul Simon)
- 82. Axis: Bold as Love (The Jimi Hendrix Experience)
- 83. I Never Loved a Man the Way I Love You (Aretha Franklin)
- 84. Lady Soul (Aretha Franklin)
- 85. Born in the U.S.A. (Bruce Springsteen)
- 86. Let It Be (The Beatles)
- 87. The Wall (Pink Floyd)
- 88. At Folsom Prison (Johnny Cash)
- 89. Dusty in Memphis (Dusty Springfield)
- 90. Talking Book (Stevie Wonder)
- 91. Goodbye Yellow Brick Road (Elton John)
- 92. 20 Golden Greats (Buddy Holly)
- 93. Sign 'o' the Times (Prince)
- 94. Bitches Brew (Miles Davis)
- 95. Green River (Creedence Clearwater Revival)
- 96. Tommy (The Who)
- 97. The Freewheelin' Bob Dylan (Bob Dylan)
- 98. This Year's Model (Elvis Costello)
- 99. There's a Riot Goin' On (Sly and the Family Stone)
- 100. In the Wee Small Hours (Frank Sinatra)

### 101–200
- 101. Fresh Cream (Cream)
- 102. Giant Steps (John Coltrane)
- 103. Sweet Baby James (James Taylor)
- 104. Modern Sounds in Country and Western Music (Ray Charles)
- 105. Rocket to Russia (Ramones)
- 106. Portrait of a Legend 1951 - 1964 (Sam Cooke)
- 107. Hunky Dory (David Bowie)
- 108. Aftermath (The Rolling Stones)
- 109. Loaded (The Velvet Underground)
- 110. The Bends (Radiohead)
- 111. Court and Spark (Joni Mitchell)
- 112. Disraeli Gears (Cream)
- 113. The Who Sell Out (The Who)
- 114. Out of Our Heads (The Rolling Stones)
- 115. Layla and Other Assorted Love Songs (Derek and the Dominos)
- 116. At Last (Etta James)
- 117. Sweetheart of the Rodeo (The Byrds)
- 118. Stand! (Sly and the Family Stone)
- 119. The Harder They Come Original Soundtrack (različni izvajalci)
- 120. Raising Hell (Run-DMC)
- 121. Moby Grape (Moby Grape)
- 122. Pearl (Janis Joplin)
- 123. Catch a Fire (Bob Marley and the Wailers)
- 124. Younger Than Yesterday (The Byrds)
- 125. Raw Power (The Stooges)
- 126. Remain in Light (Talking Heads)
- 127. If You Can Believe Your Eyes and Ears (The Mamas and the Papas)
- 128. Marquee Moon (Television)
- 129. 40 Greatest Hits (Hank Williams)
- 130. Paranoid (Black Sabbath)
- 131. Saturday Night Fever Original Soundtrack (različni izvajalci)
- 132. The Wild, the Innocent and the E Street Shuffle (Bruce Springsteen)
- 133. Ready to Die (The Notorious B.I.G.)
- 134. Slanted and Enchanted (Pavement)
- 135. Greatest Hits (Elton John)
- 136. Tim (The Replacements)
- 137. The Chronic (Dr. Dre)
- 138. Rejuvenation (The Meters)
- 139. All That You Can't Leave Behind (U2)
- 140. Parallel Lines (Blondie)
- 141. Live at the Regal (B.B. King)
- 142. Phil Spector, A Christmas Gift for You (različni izvajalci)
- 143. Gris-Gris (Dr. John)
- 144. Straight Outta Compton (N.W.A)
- 145. Aja (Steely Dan)
- 146. Surrealistic Pillow (Jefferson Airplane)
- 147. Dreams to Remember: The Otis Redding Anthology (Otis Redding)
- 148. Deja Vu (Crosby Stills Nash and Young)
- 149. Houses of the Holy (Led Zeppelin)
- 150. Santana (Santana)
- 151. Darkness on the Edge of Town (Bruce Springsteen)
- 152. The B-52's (The B-52's)
- 153. Moanin' in the Moonlight (Howlin' Wolf)
- 154. The Low End Theory (A Tribe Called Quest)
- 155. Pretenders (The Pretenders)
- 156. Paul's Boutique (Beastie Boys)
- 157. Closer (Joy Division)
- 158. Captain Fantastic and the Brown Dirt Cowboy (Elton John)
- 159. Alive! (Kiss)
- 160. Electric Warrior (T. Rex)
- 161. The Dock of the Bay (Otis Redding)
- 162. OK Computer (Radiohead)
- 163. 1999 ((Prince))
- 164. Heart Like a Wheel (Linda Ronstadt)
- 165. Let's Get It On (Marvin Gaye)
- 166. Imperial Bedroom (Elvis Costello)
- 167. Master of Puppets (Metallica)
- 168. My Aim Is True (Elvis Costello)
- 169. Exodus (Bob Marley)
- 170. Live at Leeds (The Who)
- 171. The Notorious Byrd Brothers (The Byrds)
- 172. Every Picture Tells a Story (Rod Stewart)
- 173. Something/Anything? (Todd Rundgren)
- 174. Desire (Bob Dylan)
- 175. Close to You (The Carpenters)
- 176. Rocks (Aerosmith)
- 177. One Nation Under a Groove (Parliament/Funkadelic)
- 178. Greatest Hits (The Byrds)
- 179. The Anthology 1961 - 1977 (Curtis Mayfield and The Impressions)
- 180. The Definitive Collection (ABBA)
- 181. The Rolling Stones, Now! (The Rolling Stones)
- 182. Natty Dread (Bob Marley and the Wailers)
- 183. Fleetwood Mac (Fleetwood Mac)
- 184. Red Headed Stranger (Willie Nelson)
- 185. The Stooges (The Stooges)
- 186. Fresh (Sly and the Family Stone)
- 187. So (Peter Gabriel)
- 188. Buffalo Springfield Again (Buffalo Springfield)
- 189. Happy Trails (Quicksilver Messenger Service)
- 190. From Elvis in Memphis (Elvis Presley)
- 191. Fun House (The Stooges)
- 192. The Gilded Palace of Sin (The Flying Burrito Brothers)
- 193. Dookie (Green Day)
- 194. Transformer (Lou Reed)
- 195. Blues Breakers with Eric Clapton (John Mayallovi Bluesbreakers z Ericom Claptonom)
- 196. Nuggets: Original Artyfacts from the First Psychedelic Era, 1965-1968 (različni izvajalci)
- 197. Murmur (R.E.M.)
- 198. The Best of (Little Walter)
- 199. Highway to Hell (AC/DC)
- 200. The Downward Spiral (Nine Inch Nails)

### 201–300
- 201. Parsley, Sage, Rosemary and Thyme (Simon and Garfunkel)
- 202. Bad (Michael Jackson)
- 203. Wheels of Fire (Cream)
- 204. Dirty Mind (Prince)
- 205. Abraxas (Santana)
- 206. Tea for the Tillerman (Cat Stevens)
- 207. Ten (Pearl Jam)
- 208. Everybody Knows This Is Nowhere (Neil Young With Crazy Horse)
- 209. Wish You Were Here (Pink Floyd)
- 210. Crooked Rain, Crooked Rain (Pavement)
- 211. Tattoo You (The Rolling Stones)
- 212. Proud Mary: The Best of Ike and Tina Turner (Ike and Tina Turner)
- 213. New York Dolls (New York Dolls)
- 214. Bo Diddley/Go Bo Diddley (Bo Diddley)
- 215. Two Steps From the Blues (Bobby Bland)
- 216. The Queen Is Dead (The Smiths)
- 217. Licensed to Ill (Beastie Boys)
- 218. Look-Ka Py Py (The Meters)
- 219. Loveless (My Bloody Valentine)
- 220. New Orleans Piano (Professor Longhair)
- 221. War (U2)
- 222. The Neil Diamond Collection (Neil Diamond)
- 223. Howlin' Wolf (Howlin' Wolf)
- 224. Nebraska (Bruce Springsteen)
- 225. The Complete Hank Williams (Hank Williams)
- 226. Doolittle (Pixies)
- 227. Paid in Full (Eric B. and Rakim)
- 228. Toys in the Attic (Aerosmith)
- 229. Nick of Time (Bonnie Raitt)
- 230. A Night at the Opera (Queen)
- 231. The Kink Kronikles (The Kinks)
- 232. Mr. Tambourine Man (The Byrds)
- 233. Bookends (Simon and Garfunkel)
- 234. The Ultimate Collection (Patsy Cline)
- 235. Mr. Excitement! (Jackie Wilson)
- 236. The Who Sings My Generation (The Who)
- 237. Like a Prayer (Madonna)
- 238. Can't Buy a Thrill (Steely Dan)
- 239. Let It Be (The Replacements)
- 240. Run-DMC (Run-DMC)
- 241. Black Sabbath (Black Sabbath)
- 242. The Jerry Lee Lewis Anthology: All Killer No Filler! (Jerry Lee Lewis)
- 243. Freak Out! (The Mothers of Invention)
- 244. Live Dead (Grateful Dead)
- 245. Bryter Layter (Nick Drake)
- 246. The Shape of Jazz to Come (Ornette Coleman)
- 247. Automatic for the People (R.E.M.)
- 248. Reasonable Doubt (Jay-Z)
- 249. Low (David Bowie)
- 250. The River (Bruce Springsteen)
- 251. The Otis Redding Dictionary of Soul (Otis Redding)
- 252. Metallica (Metallica)
- 253. Trans-Europe Express (Kraftwerk)
- 254. Whitney Houston (Whitney Houston)
- 255. The Kinks Are the Village Green Preservation Society (The Kinks)
- 256. The Velvet Rope (Janet Jackson)
- 257. Stardust (Willie Nelson)
- 258. American Beauty (Grateful Dead)
- 259. Crosby Stills and Nash (Crosby Stills and Nash)
- 260. Buena Vista Social Club (Buena Vista Social Club)
- 261. Tracy Chapman (Tracy Chapman)
- 262. Workingman's Dead (Grateful Dead)
- 263. The Genius of Ray Charles (Ray Charles)
- 264. Child Is Father to the Man (Blood, Sweat and Tears)
- 265. Cosmo's Factory (Creedence Clearwater Revival)
- 266. Quadrophenia (The Who)
- 267. There Goes Rhymin' Simon (Paul Simon)
- 268. Psycho Candy (The Jesus and Mary Chain)
- 269. Some Girls (The Rolling Stones)
- 270. The Beach Boys Today! (The Beach Boys)
- 271. Going to a Go-Go (Smokey Robinson and the Miracles)
- 272. Nightbirds (Labelle)
- 273. The Slim Shady LP (Eminem)
- 274. Mothership Connection (Parliament)
- 275. Rhythm Nation 1814 (Janet Jackson)
- 276. Anthology of American Folk Music (Harry Smith)
- 277. Aladdin Sane (David Bowie)
- 278. The Immaculate Collection (Madonna)
- 279. My Life (Mary J. Blige)
- 280. Folk Singer (Muddy Waters)
- 281. Can't Get Enough (Barry White)
- 282. The Cars (The Cars)
- 283. Five Leaves Left (Nick Drake)
- 284. Music of My Mind (Stevie Wonder)
- 285. I'm Still in Love With You (Al Green)
- 286. Los Angeles (X)
- 287. Anthem of the Sun (Grateful Dead)
- 288. Something Else by the Kinks (The Kinks)
- 289. Call Me (Al Green)
- 290. Talking Heads: 77 (Talking Heads)
- 291. The Basement Tapes (Bob Dylan and The Band)
- 292. White Light / White Heat (The Velvet Underground)
- 293. Greatest Hits (Simon and Garfunkel)
- 294. Kick Out the Jams (MC5)
- 295. Meat Is Murder (The Smiths)
- 296. We're Only In It For the Money (The Mothers of Invention)(Frank Zappa)
- 297. Weezer (Blue Album) (Weezer)
- 298. Master of Reality (Black Sabbath)
- 299. Coat of Many Colors (Dolly Parton)
- 300. Fear of a Black Planet (Public Enemy)

### 301–400
- 301. John Wesley Harding (Bob Dylan)
- 302. The Marshall Mathers LP (Eminem)
- 303. Grace (Jeff Buckley)
- 304. Car Wheels on a Gravel Road (Lucinda Williams)
- 305. Odelay (Beck)
- 306. Songs for Swingin' Lovers (Frank Sinatra)
- 307. Avalon (Roxy Music)
- 308. The Sun Records Collection (različni izvajalci)
- 309. Nothing's Shocking (Jane's Addiction)
- 310. BloodSugarSexMagik (Red Hot Chili Peppers)
- 311. MTV Unplugged in New York (Nirvana)
- 312. The Miseducation of Lauryn Hill (Lauryn Hill)
- 313. Damn the Torpedoes (Tom Petty and the Heartbreakers)
- 314. The Velvet Underground (The Velvet Underground)
- 315. Surfer Rosa (Pixies)
- 316. Rock Steady (No Doubt)
- 317. The Eminem Show (Eminem)
- 318. Back Stabbers (The O'Jays)
- 319. Burnin' (Bob Marley and the Wailers)
- 320. Pink Moon (Nick Drake)
- 321. Sail Away (Randy Newman)
- 322. Ghost in the Machine (The Police)
- 323. Station to Station (David Bowie)
- 324. The Very Best of Linda Ronstadt (Linda Ronstadt)
- 325. Slowhand (Eric Clapton)
- 326. Disintegration (The Cure)
- 327. Jagged Little Pill (Alanis Morissette)
- 328. Exile in Guyville (Liz Phair)
- 329. Daydream Nation (Sonic Youth)
- 330. In the Jungle Groove (James Brown)
- 331. Tonight's the Night (Neil Young)
- 332. Help! (The Beatles)
- 333. Shoot Out the Lights (Richard and Linda Thompson)
- 334. Wild Gift (X)
- 335. Squeezing Out Sparks (Graham Parker)
- 336. Superunknown (Soundgarden)
- 337. Aqualung (Jethro Tull)
- 338. Cheap Thrills (Big Brother and the Holding Company)
- 339. The Heart of Saturday Night (Tom Waits)
- 340. Damaged (Black Flag)
- 341. Play (Moby)
- 342. Violator (Depeche Mode)
- 343. Bat Out of Hell (Meat Loaf)
- 344. Berlin (Lou Reed)
- 345. Stop Making Sense (Talking Heads)
- 346. 3 Feet High and Rising (De La Soul)
- 347. The Piper at the Gates of Dawn (Pink Floyd)
- 348. At Newport 1960 (Muddy Waters)
- 349. Roger the Engineer (a.k.a. Over Under Sideways Down) (The Yardbirds)
- 350. Rust Never Sleeps (Neil Young in Crazy Horse)
- 351. Brothers in Arms (Dire Straits)
- 352. 52nd Street (Billy Joel)
- 353. Having a Rave Up With the Yardbirds (The Yardbirds)
- 354. 12 Songs (Randy Newman)
- 355. Between the Buttons (The Rolling Stones)
- 356. Sketches of Spain (Miles Davis)
- 357. Honky Chateau (Elton John)
- 358. Singles Going Steady (Buzzcocks)
- 359. Stankonia (Outkast)
- 360. Siamese Dream (The Smashing Pumpkins)
- 361. Substance 1987 (New Order)
- 362. L.A. Woman (The Doors)
- 363. Ray of Light (Madonna)
- 364. American Recordings (Johnny Cash)
- 365. Louder Than Bombs (The Smiths)
- 366. Mott (Mott the Hoople)
- 367. Is This It (The Strokes)
- 368. Rage Against the Machine (Rage Against the Machine)
- 369. Reggatta de Blanc (The Police)
- 370. Volunteers (Jefferson Airplane)
- 371. Siren (Roxy Music)
- 372. Late for the Sky (Jackson Browne)
- 373. Post (Björk)
- 374. The Eagles (Eagles)
- 375. The Ultimate Collection (1948 - 1990) (John Lee Hooker)
- 376. (What's the Story) Morning Glory? (Oasis)
- 377. CrazySexyCool (TLC)
- 378. Funky Kingston (Toots and the Maytals)
- 379. Greetings from Asbury Park (Bruce Springsteen)
- 380. Sunflower (The Beach Boys)
- 381. Modern Lovers (Modern Lovers)
- 382. More Songs About Buildings and Food (Talking Heads)
- 383. A Quick One (Happy Jack) (The Who)
- 384. Pyromania (Def Leppard)
- 385. Pretzel Logic (Steely Dan)
- 386. Enter the Wu-Tang: 36 Chambers (Wu-Tang Clan)
- 387. Country Life (Roxy Music)
- 388. A Hard Day's Night (The Beatles)
- 389. The End of the Innocence (Don Henley)
- 390. Elephant (The White Stripes)
- 391. The Pretender (Jackson Browne)
- 392. Willy and the Poor Boys (Creedence Clearwater Revival)
- 393. Good Old Boys (Randy Newman)
- 394. For Your Pleasure (Roxy Music)
- 395. Blue Lines (Massive Attack)
- 396. Eliminator (ZZ Top)
- 397. Rain Dogs (Tom Waits)
- 398. Anthology (Temptations album) (The Temptations)
- 399. Californication (Red Hot Chili Peppers)
- 400. Illmatic (Nas)

### 401–500
- 401. (Pronounced Leh-Nerd Skin-Nerd) (Lynyrd Skynyrd)
- 402. Dr. John's Gumbo (Dr. John)
- 403. Radio City (Big Star)
- 404. Sandinista! (The Clash)
- 405. Rid of Me (PJ Harvey)
- 406. I Do Not Want What I Haven't Got (Sinéad O'Connor)
- 407. Strange Days (The Doors)
- 408. Time Out of Mind (Bob Dylan)
- 409. 461 Ocean Boulevard (Eric Clapton)
- 410. Pink Flag (Wire)
- 411. Double Nickels on the Dime (Minutemen)
- 412. Mezzanine (Massive Attack)
- 413. Beauty and the Beat (The Go-Go's)
- 414. Greatest Hits (James Brown)
- 415. Van Halen (Van Halen)
- 416. Mule Variations (Tom Waits)
- 417. Boy (U2)
- 418. Band on the Run (Paul McCartney & Wings)
- 419. Dummy (Portishead)
- 420. With the Beatles (The Beatles)
- 421. The »Chirping« Crickets (Buddy Holly and the Crickets)
- 422. The Best of the Girl Groups (Volumes 1 and 2)
- 423. Greatest Hits (The Mamas and the Papas)
- 424. King of the Delta Blues Singers (Vol. 2)
- 425. Changesone (David Bowie)
- 426. The Battle of Los Angeles (Rage Against the Machine)
- 427. Presenting the Fabulous Ronettes Featuring Veronica (The Ronettes)
- 428. Kid A (Radiohead)
- 429. Grievous Angel (Gram Parsons)
- 430. At Budokan (Cheap Trick)
- 431. Anthology (Diana Ross and the Supremes)
- 432. Sleepless (Peter Wolf)
- 433. Another Green World (Brian Eno)
- 434. Outlandos D'Amour (The Police)
- 435. To Bring You My Love (PJ Harvey)
- 436. Here Come The Warm Jets (Brian Eno)
- 437. All Things Must Pass (George Harrison)
- 438. Number 1 Record (Big Star)
- 439. In Utero (Nirvana)
- 440. Sea Change (Beck)
- 441. Tragic Kingdom (No Doubt)
- 442. Boys Don't Cry (The Cure)
- 443. Live at the Harlem Square Club, 1963 (Sam Cooke)
- 444. Criminal Minded (Boogie Down Productions)
- 445. Rum Sodomy and the Lash (The Pogues)
- 446. Suicide (Suicide)
- 447. Q: Are We Not Men? A: We Are Devo! (Devo)
- 448. In Color (Cheap Trick)
- 449. The World Is a Ghetto (War)
- 450. Fly Like an Eagle (Steve Miller Band)
- 451. Back in the USA (MC5)
- 452. Music (Madonna)
- 453. Ritual de lo Habitual (Jane's Addiction)
- 454. Getz/Gilberto (Stan Getz in Joao Gilberto feat. Antonio Carlos Jobim)
- 455. Synchronicity (The Police)
- 456. Third/Sister Lovers (Big Star)
- 457. For Everyman (Jackson Browne)
- 458. John Prine (John Prine)
- 459. Strictly Business (EPMD)
- 460. Love It to Death (Alice Cooper)
- 461. How Will the Wolf Survive? (Los Lobos)
- 462. Here, My Dear (Marvin Gaye)
- 463. Tumbleweed Connection (Elton John)
- 464. The Blueprint (Jay-Z)
- 465. Golden Hits (The Drifters)
- 466. Live Through This (Hole)
- 467. Love and Theft (Bob Dylan)
- 468. Elton John (Elton John)
- 469. Metal Box (Public Image Ltd.)
- 470. Document (R.E.M.)
- 471. Heaven Up Here (Echo and the Bunnymen)
- 472. Hysteria (Def Leppard)
- 473. A Rush of Blood to the Head (Coldplay)
- 474. Live in Europe (Otis Redding)
- 475. Tunnel of Love (Bruce Springsteen)
- 476. The Paul Butterfield Blues Band (The Paul Butterfield Blues Band)
- 477. The Score (Fugees)
- 478. Radio (LL Cool J)
- 479. I Want to See the Bright Lights Tonight (Richard and Linda Thompson)
- 480. Faith (George Michael)
- 481. The Smiths (The Smiths)
- 482. Armed Forces (Elvis Costello and the Attractions)
- 483. Life After Death (The Notorious B.I.G.)
- 484. Branded Man (Merle Haggard)
- 485. All Time Greatest Hits (Loretta Lynn)
- 486. Maggot Brain (Funkadelic)
- 487. Mellon Collie and the Infinite Sadness (The Smashing Pumpkins)
- 488. Voodoo (D'Angelo)
- 489. Guitar Town (Steve Earle)
- 490. Entertainment! (Gang of Four)
- 491. All the Young Dudes (Mott the Hoople)
- 492. Vitalogy (Pearl Jam)
- 493. That's the Way of the World (Earth, Wind and Fire)
- 494. She's So Unusual (Cyndi Lauper)
- 495. New Day Rising (Hüsker Dü)
- 496. Destroyer (Kiss)
- 497. Yo! Bum Rush the Show (Public Enemy)
- 498. Tres Hombres (ZZ Top)
- 499. Born Under a Bad Sign (Albert King)
- 500. Touch (Eurythmics)